# Turdus
Genre
Le genre Turdus comprend 83 espèces de passereaux dont les noms sont merles et grives.

## Biologie
Le régime alimentaire des grives est constitué de baies, de vers et d'insectes. La Grive draine (Turdus viscivorus) est le principal responsable de la propagation du gui, plante parasite des arbres, car elle raffole de ses baies et rejette les graines non digérées dans ses fientes.
Le nid est placé dans des arbustes, des arbres ou des buissons. Il a la forme d'une coupe. La femelle pond de 3 à 6 œufs.
Ces espèces sont sociables en dehors de la période de reproduction. Leur migration a lieu généralement la nuit.

## Taxonomie
Les études de Voelker et al. (2007) et Nylander et al. (2008) ayant montré que le Merle litsitsirupa (Psophocichla litsitsirupa) et la Grive de Tristan da Cunha (Nesocichla eremita) appartiennent au clade des Turdus, le Congrès ornithologique international (classification version 4.2, 2014) les transfère dans ce genre.

### Liste des espèces
D'après la classification de référence (version 14.1, 2024) du Congrès ornithologique international (ordre phylogénique) :
- Turdus simensis – Grive d'Éthiopie
- Turdus litsitsirupa – Merle litsitsirupa
- Turdus mupinensis – Grive de Verreaux
- Turdus philomelos – Grive musicienne
- Turdus viscivorus – Grive draine
- Turdus pelios – Merle africain
- Turdus xanthorhynchus – (?)
- Turdus olivaceofuscus – Merle de Sao Tomé
- Turdus abyssinicus – Merle abyssinien
- Turdus helleri – Merle des Teita
- Turdus roehli – Merle de Roehl
- Turdus olivaceus – Merle olivâtre
- Turdus libonyana – Merle kurrichane
- Turdus bewsheri – Merle des Comores
- Turdus tephronotus – Merle cendré
- Turdus smithi – Merle de Smith
- Turdus ludoviciae – Merle de Somalie
- Turdus mandarinus – (?)
- Turdus iliacus – Grive mauvis
- Turdus merula – Merle noir
- Turdus menachensis – Merle du Yémen
- Turdus niveiceps – Merle de Taïwan
- Turdus boulboul – Merle à ailes grises
- Turdus simillimus – Merle des Nilgiri
- Turdus unicolor – Merle unicolore
- Turdus dissimilis – Merle à poitrine noire
- Turdus cardis – Merle du Japon
- Turdus hortulorum – Merle à dos gris
- Turdus obscurus – Merle obscur
- Turdus pallidus – Merle pâle
- Turdus feae – Merle de Fea
- Turdus chrysolaus – Merle à flancs roux
- Turdus celaenops – Merle des Izu
- Turdus poliocephalus – Merle des îles
- Turdus maximus – Merle de l'Himalaya
- Turdus kessleri – Merle de Kessler
- Turdus pilaris – Grive litorne
- Turdus torquatus – Merle à plastron
- Turdus atrogularis – Grive à gorge noire
- Turdus ruficollis – Grive à gorge rousse
- Turdus eunomus – Grive à ailes rousses
- Turdus naumanni – Grive de Naumann
- Turdus rubrocanus – Merle à tête grise
- Turdus albocinctus – Merle à collier blanc
- Turdus turdoides – Grive cataponère
- Turdus migratorius – Merle d'Amérique
- Turdus infuscatus – Merle enfumé
- Turdus rufitorques – Merle à col roux
- Turdus nigrescens – Merle fuligineux
- Turdus plumbeus – Merle vantard
- †Turdus ravidus – Merle de Grande Caïman
- Turdus aurantius – Merle à miroir
- Turdus lherminieri – Grive à pieds jaunes
- Turdus plebejus – Merle de montagne
- Turdus leucops – Merle à œil clair
- Turdus jamaicensis – Merle aux yeux blancs
- Turdus swalesi – Merle de La Selle
- Turdus fulviventris – Merle à ventre fauve
- Turdus reevei – Merle de Reeve
- Turdus chiguanco – Merle chiguanco
- Turdus nigriceps – Merle ardoisé
- Turdus serranus – Merle lustré
- Turdus olivater – Merle à froc noir
- Turdus fuscater – Merle géant
- Turdus falcklandii – Merle austral
- Turdus lawrencii – Merle de Lawrence
- Turdus murinus – Merle de Salvin
- Turdus subalaris – Merle à calotte grise
- Turdus amaurochalinus – Merle à ventre clair
- Turdus eremita – Grive de Tristan da Cunha
- Turdus maranonicus – Merle du Maranon
- Turdus ignobilis – Merle à bec noir
- Turdus arthuri – Merle d'Arthur
- Turdus flavipes – Merle à pattes jaunes
- Turdus assimilis – Merle à gorge blanche
- Turdus daguae – Merle de Dagua
- Turdus albicollis – Merle à col blanc
- Turdus rufopalliatus – Merle à dos roux
- Turdus obsoletus – Merle cul-blanc
- Turdus leucomelas – Merle leucomèle
- Turdus fumigatus – Merle cacao
- Turdus hauxwelli – Merle de Hauxwell
- Turdus rufiventris – Merle à ventre roux
- Turdus grayi – Merle fauve
- Turdus nudigenis – Merle à lunettes
- Turdus maculirostris – Merle d'Équateur
- Turdus sanchezorum – (?)
- Turdus haplochrous – Merle de Bolivie

## Répartition géographique

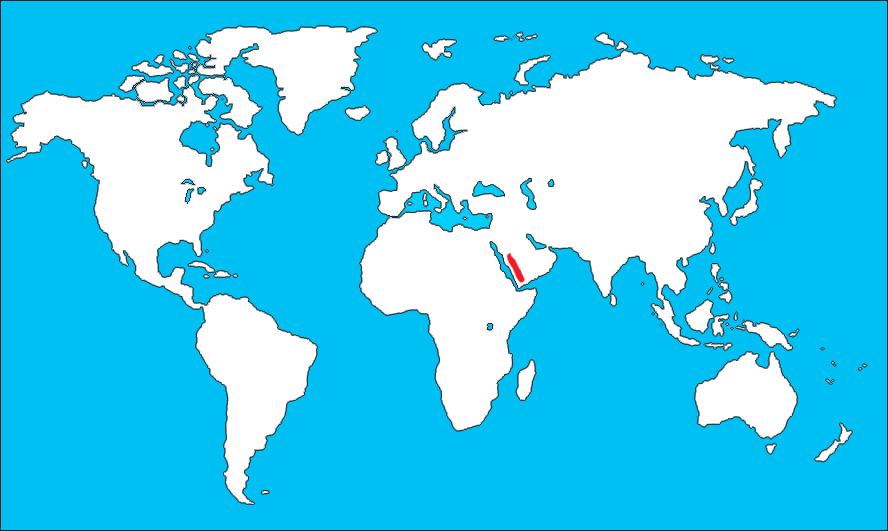
Turdus menachensis
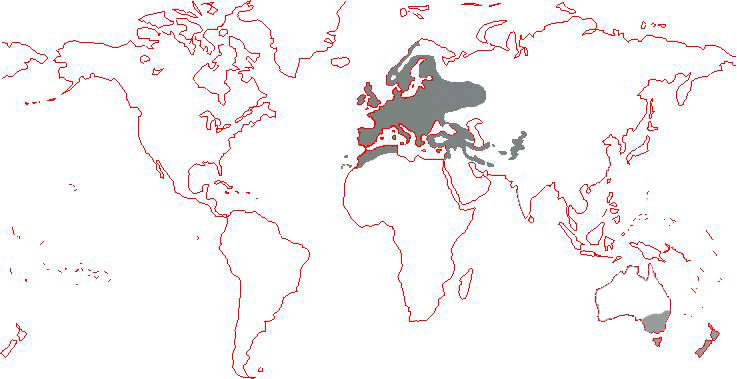
Turdus merula
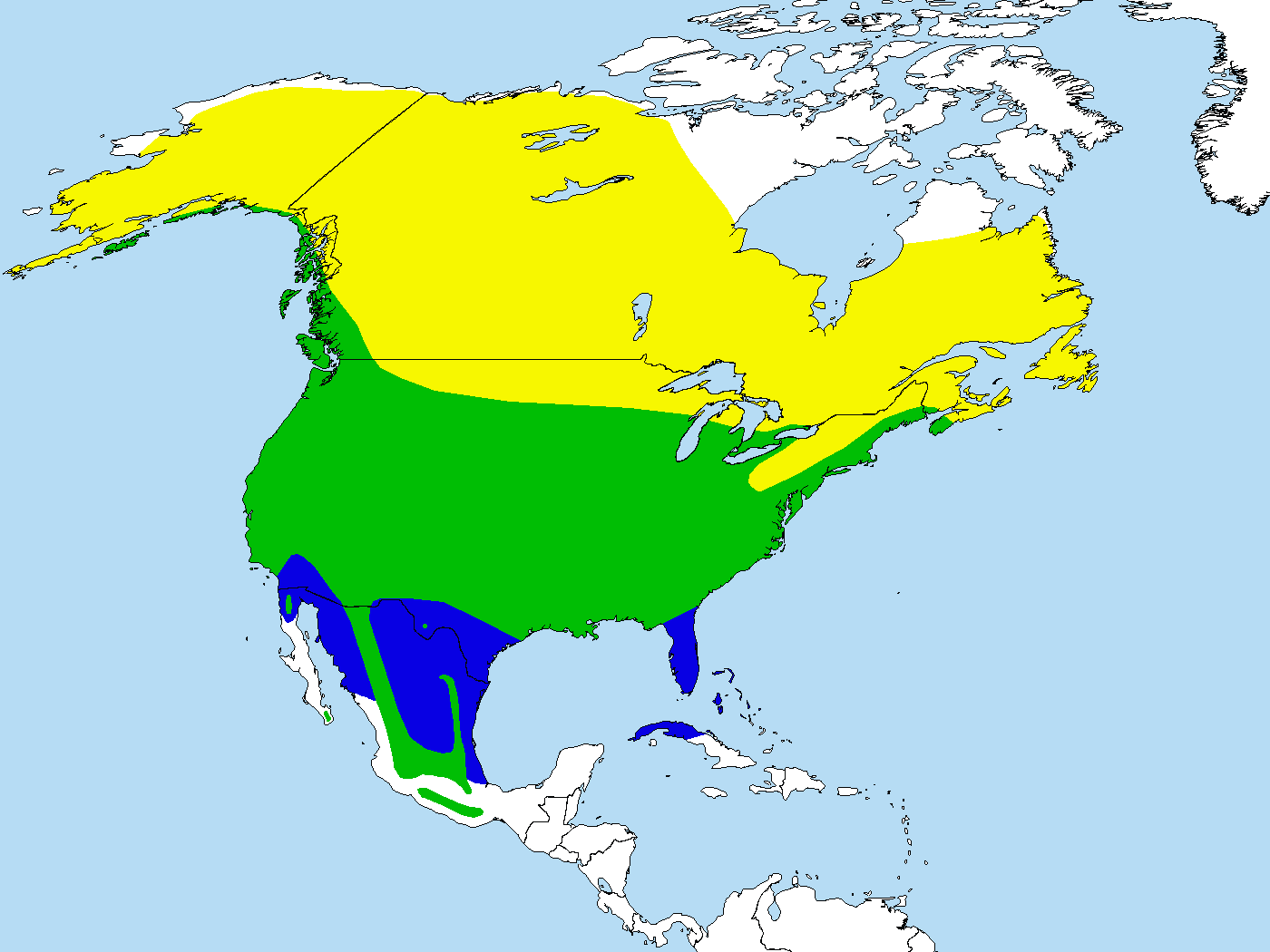
Turdus migratorius
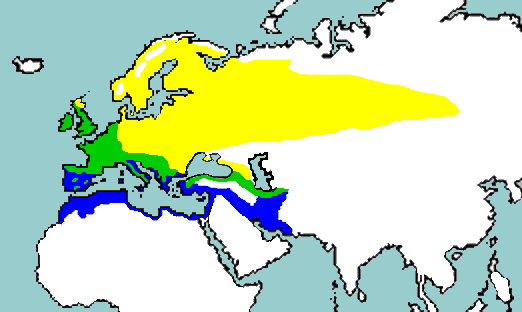
Turdus philomelos